# جردى بواسييه
جردى بواسييه (الاسم العلمي:Ochradenus boissieri) هي نوع غير مؤكد من النباتات يتبع جنس الجردى من الفصيلة البليحائية.